# Certyfikat przewoźnika lotniczego
Certyfikat przewoźnika lotniczego, koncesja na wykonywanie przewozu lotniczego, (ang. Air Operator's Certificate (AOC)) – pozwolenie wydawane przez krajową organizację lotniczą przewoźnikowi lotniczemu w celu umożliwienia używania statku powietrznego w celach komercyjnych. Nakłada na przewoźnika obowiązek posiadania personelu, środków i systemu zapewnienia bezpieczeństwa pracowników i osób. Certyfikat zawiera listę typów statków powietrznych wraz z ich numerami rejestracyjnymi, celem i rejonem używania ograniczonym do określonych portów lotniczych lub rejonu geograficznego.

## Kategorie
Certyfikaty są wydawane na jedną lub więcej następujących działalności:
- Reklama lotnicza
- Aerofotografia
- Obserwacje lotnicze
- Lotnicze pomiary geodezyjne
- Ambulans lotniczy
- Pożarnictwo
- Szkolenie lotnicze
- Regularny przewóz osób

## Wymagania
Warunki wymagane do uzyskania koncesji są różne w zależności od kraju, ale przeważnie obejmują:
- Odpowiednią ilość personelu z odpowiednim doświadczeniem dla przeprowadzanych operacji,
- Zdolny do lotu statek powietrzny, odpowiedni dla przeprowadzanych działań,
- Akceptowalne systemy szkolenia personelu i użytkowania statku powietrznego (Podręcznik użytkowania)
- System zapewnienia jakości sprawdzający przestrzeganie przepisów,
- Zatrudnienie osób odpowiedzialnych za szkolenia oraz utrzymanie sprzętu,
- Ubezpieczenie od odpowiedzialności (właściwe dla linii lotniczych) wystarczające na pokrycie kosztów wypadku lub śmierci wszystkich przewożonych pasażerów[4]
- Dowody, że przewoźnik ma wystarczające fundusze na prowadzenie działań,
- Posiadanie wystarczającej infrastruktury na lotnisku, lub stosowne umowy ją zapewniające, w celu obsługi naziemnej lotów,
- Koncesja wydawana jest osóbie fizycznej zamieszkałej na terenie Europy (dla aplikacji na terenie podległym EASA)

W Stanach Zjednoczonych certyfikat AOC znany jest pod nazwą Air Carrier Operating Certificate. W Polsce jest to koncesja na wykonywanie przewozu lotniczego wydawana przez Urząd Lotnictwa Cywilnego.

## Transfer
Ponieważ AOC poświadcza uznanie przez odpowiednią organizację krajową personelu operatora, infrastruktury i procedur, ma własną wartość. W wielu krajach AOC może zostać sprzedany lub być przedmiotem przejęcia, celem uniknięcia skomplikowanego procesu uzyskania akceptacji dla nowego certyfikatu. Umożliwia to sprzedaż upadłych linii lotniczych na zasadach kontynuacji działania, a następnie zmiany w inną firmę. Tak został kupiony np. z certyfikat linii FLYi przez Northwest Airlines, aby utworzyć Compass Airlines, obecnie linię regionalną dla Delta Air Lines pod nazwą Delta Connection. Podobnie Strategic Airlines (Air Australia) kupiły certyfikat, personel i trasy od upadłych linii OzJet.